# 張公権
張 公権（ちょう こうけん、1889年11月13日〈光緒15年11月21日〉 - 1979年10月15日）は、浙江財閥の巨頭。満洲国崩壊後に、国民政府が設置した満洲の接収統治機関・東北行営の東北行営経済委員会主任委員として、中国東北部の接収活動に当たった人物。1970年（昭和45年）8月14日に日本の『勲一等 瑞宝章』を受章した。1972年（昭和47年）9月30日に慶應義塾大学から名誉博士称号を授与された。なお日本では一般に字の公権で知られるが、中華圏ではむしろ本名の嘉璈で知られる。兄は張君勱（張嘉森）。

## 経歴
江蘇省宝山県（現：上海市宝山区）に生まれる。上海広方言館（上海言文館）を卒業したのち、慶應義塾大学部に進んで経済学を専攻し、堀江帰一・福田徳三に師事して理財科を卒業。当初は造船学にも興味を持っていた。日中戦争の始まる前には、懇意な間柄であった三井の池田成彬、宮内省、関係大臣、軍の指導的将官とも熱心に話し合い、日中戦争勃発の防止に努力した。
帰国後、清朝政府の郵電部に入る。辛亥革命が勃発して1912年に中華民国が成立すると、浙江都督・朱端の秘書、参議院秘書長を経て、13年12月に上海中国銀行副経理に就任し、以来、35年12月に国民政府の鉄道部長に就任するまで22年間銀行業に身を置き、中国銀行総経理、中央銀行副総裁、中央信託局長を歴任。1916年の財政上不換紙幣増発を目論む袁世凱の兌換停止命令を、総経理宋漢章とともに断固拒絶し、中国銀行の信用を著しく高め、中国銀行をして「浙江財閥の中核」「民族資本の守護者」と呼ばせる存在にさせた。また『銀行週報』の創刊や鉄道業投資を積極的に展開し、その後、国民政府の鉄道部長、交通部長を歴任し、43年9月に国際航空会議・国際貨幣会議の中国代表として渡米し、太平洋戦争終結後まで米国で調査活動に従事する。
1945年9月に国民政府の東北行営経済委員会主任委員兼任中国長春鉄路行司理事長に内定し、1947年2月12日、南京より瀋陽へ戻った熊式輝から蔣介石主席の内示を受け、3月1日付で中華民国中央銀行総裁と中央信託局理事長職を兼任。これにより、国民政府の通貨及び為替管理の事実上の責任者となり、満州怪済接収の全権を委嘱され、ソビエト連邦の軍政下にある満洲を国民政府に引き継ぐべく満洲重工業開発、南満洲鉄道などの接収をソ連・中国共産党と争った。
その後中央銀行総裁を辞職し、公使のオーストラリア国立大学長、ダグラス・コープランドの誘いにより、53年に渡米しスタンフォード大学フーバー研究所の上級研究員となった。その間、シンガポール南洋大学、国立台湾大学の招聘教授を務めた。
国民政府の東北経営 ・復興計画を記したアジア経済研究所所蔵の『張公権文書』は著名である。